# ان‌جی‌سی ۵۶۳۴
ان‌جی‌سی ۵۶۳۴ (انگلیسی: NGC 5634) یک خوشه کروی در صورت فلکی سنبله است.